# Ernst Ostertag
Ernst Ostertag, né le 21 janvier 1930 à Winterthour, est un militant pour les droits LGBT en Suisse.
Il conclut en 2003 le premier partenariat enregistré du canton de Zurich avec Röbi Rapp.

## Biographie
Ernst Ostertag naît le 21 janvier 1930 à Winterthour, dans le canton de Zurich. Il a une sœur, de dix ans sa cadette. Il est issu d'une famille aisée et reçoit une éducation stricte. Son père est rédacteur d'un journal technique pour ingénieurs, sa mère est infirmière de formation et s'occupe du foyer.
Conscient dès ses 12 ans de son homosexualité, l'année même de sa dépénalisation en Suisse pour les adultes de plus de 20 ans, il rejoint le groupe Der Kreis dans les années 1950. Il y fait la connaissance en 1956 de Röbi Rapp, un coiffeur et artiste travesti allemand, avec qui il reste en couple pendant 70 ans. Vivant d'abord séparément, ils emménagent dans le même appartement en 1986.
En raison notamment de sa profession d'instituteur et de la répression contre les homosexuels (il est fiché par la police en 1967), Ernst Ostertag vit discrètement son homosexualité. Après la dissolution du groupe Der Kreis en 1967, il milite cependant activement pour les droits LGBT jusque dans les années 1970. Ce n'est qu'en 2000 qu'il affirme publiquement son homosexualité, trois ans avant de conclure le premier partenariat enregistré du canton de Zurich avec Röbi Rapp,. En 2009, à l'occasion de l'Europride à Zurich, ils mettent en ligne le site schwulengeschichte.ch (histoire des gays), qui retrace plus de 170 ans de l'histoire de l'émancipation des homosexuels en Suisse.
L'histoire de sa relation avec Röbi Rapp et de leur action pour les droits des LGBT a fait l'objet d'un film, Le Cercle, sorti en 2014.
Il perd son conjoint en 2018. Celui-ci met fin à ses jours avec l'association Exit à la suite d'une grave maladie,.
Il vit à Zurich avec son nouveau compagnon, avec lequel il vivait déjà une relation à trois depuis les années 1990.